# La Mezquitilla
La Mezquitilla es una pedanía del municipio español de El Saucejo, en la provincia de Sevilla, Andalucía. Actualmente cuenta con 93 habitantes. Sus coordenadas geográficas son aproximadamente 37° 04′ N, 5° 05′ O. Se encuentra situada a una altitud de 480 metros y a 116 kilómetros de la capital de provincia, Sevilla y a 2 km de El Saucejo

## Historia
Se han encontrado hachas y herramientas prehistóricas, monedas romanas, cerámica y enterramientos andalusíes, por la situación de frontera castellano-nazarí se cree que estuvo despoblada hasta la colonización posterior por los duques de Osuna.

## Situación
La Mezquitilla se encuentra enclavada en plena Sierra Sur Sevillana limitando su territorio con las provincias de Cádiz y Málaga.Se encuentra a 116 km de la capital andaluza (por Osuna) y a unos 100 km de la capital de la costa del Sol. De El Saucejo, municipio al que pertenece se encuentra a 2 km. También destacar que desde la aldea se divisa el pico más alto de la provincia de la que la distan 10 km, el Terril, en la Sierra del Tablón (Algámitas).

## Monumentos
Fuente de origen moro. Ermita dedicada a la Inmaculada, se desconoce su antigüedad pero la campana está fechada en 1676, siendo restaurada en 2003.Crucero sobre el cerro llamado de la cruz, data de 1850 fue erigido por D.Juan Díaz natural de la Mezquitilla y fue restaurado y remorizado por D.Diego Mármol Mármol natural de Villanueva de San Juan y su esposa Dña Dolores Verdugo Sánchez natural de Mezquitilla en 1985.En el Mes de Mayo, son cuantiosas las vecinas que marchan a este crucero a rezar, con motivo del mes de la Cruz.

## Fiestas
- Reyes Magos: se da la curiosidad que los reyes de Oriente no nos visitan en esta pedanía la noche del día 5, sino que lo hacen el día 6 a media tarde, repartiendo regalos entre los niños. Los Reyes junto a los pajes hacen el recorrido a pie.
- Carnaval: son diversos los vecinos que en grupos se disfrazan y pasean por las calles de la aldea, para luego marchar al desfile en El Saucejo.
- Semana Santa: es el Martes Santo el día en el que se pueden ver desfiles procesionales por la aldea, donde El Santísimo Cristo Crucificado procesiona en silencio por las calles de La Mezquitilla rezando el Vía crucis, donde las personas que acompañan a tal procesión portan velas, además de faroles y cruces. Se da la Peculiaridad que es de las Procesiones más tardías de El Saucejo, teniendo su salida casi a las 11 de la Noche del mencionado, Martes Santo.
- Romería: en mayo, el primer sábado de este mes, el desfile de carrozas, caballistas y romeros de la romería de El Saucejo pasean por esta aldea para detenerse en la ermita de la Inmaculada Concepción y rendir cultos a la patrona de la Aldea, rememorando los fuertes lazos, que unen a la Inmaculada Concepción con el Patriarca Señor San José, debido a que antiguamente, la romería se celebraba en esta pedanía
- Domingo Santísimo: en junio y sin fecha fija la patrona de la aldea, la Inmaculada Concepción se prepara para marchar hasta El Saucejo para procesionar junto a las patronas de Navarredonda y El Saucejo. La imagen marcha hasta El Saucejo con bastante público andando para acompañarla hasta su llegada a El Saucejo dónde más vecinos y un grupo de músicos les esperan.La Patrona vuelve a su aldea, en la noche del Domingo Santísimo después de haber acompañado al Santísimo Sacramento por las calles de El Saucejo, acompañado también por las dos patronas restantes.
- Fiestas patronales el 7 y 8 de diciembre.

Donde, en el día del 7 de diciembre, de mañana, toda la aldea colabora en la construcción del denominado "castillo" (construido por vigas de eucaliptos y por romero¿? recogido de los olivares de alrededor. La Construcción Comienza a eso de las 8 de la mañana con los primeros cohetes de la festividad. Durante todo el día se elabora el Castillo, donde se disfruta de un buen ambiente y de una convivencia entre los vecinos de la Aldea, de todas las edades.
La tradicional quema del castillo tiene lugar esa misma noche donde, la hoguera puede llegar a alcanzar más de 15 metros de altura, a veces se coloca un muñeco o peluche en lo alto del castillo (esta singularidad no se da desde el año 2019)
Ya, el día 8 de diciembre, día de la Inmaculada Concepción de María, la aldea se viste de gala puesto que celebra el denominado "Día de la Virgen", el cual comienza a las 8 de la mañana con la gran tradicional diana de la banda de música por las calles, siendo recibidos los músicos aproximadamente una docena de veces por las vecinas y vecinos de Mezquitilla, donde se ofrece aguardiente y dulces típicos de estas fechas. A las 12, es celebrada la Santa Misa, y ya, hasta aproximadamente las 5 de la tarde, la Patrona no realiza su procesión acompañada de un gran número de público. Finaliza la Festividad, con un espectáculo de Fuegos Artificiales.
- Datos: Q5964354